# Llista de municions de la Força Aèria Israeliana
La Força Aèria Israeliana, anomenada oficialment Arma de l'Aire i de l'Espai (en hebreu: זרוע האוויר והחלל), coneguda també per les sigles en anglès IAF (Israeli Air Force), és la força aèria de les Forces de Defensa d'Israel, encarregada de preservar la sobirania aèria de l'Estat d'Israel. El seu actual comandant en cap és el General de Divisió Amir Eshel. Compta aproximadament amb un total de 750 aeronaus. La insígnia de la Força Aèria Israeliana és un Estel de David blau sobre un cercle blanc. És el component aeri de les FDI. Té a prop de 710 avions i 181 helicòpters, també té drons, satèl·lits i míssils balístics.

## Armament
Aquesta llista de municions inclou els míssils, les bombes, i l'equipament bèl·lic utilitzat actualment per la Força Aèria Israeliana.

### Míssils aire-aire
- AIM-7 Sparrow : Míssil aire-aire d'abast mitjà
- AIM-9 Sidewinder : Míssil aire-aire de curt abast
- AIM-120 Amraam : Míssil aire-aire d'abast mitjà
- Derby : Míssil aire-aire d'abast mitjà
- Python 3 : Míssil aire-aire de curt abast
- Python 4 : Míssil aire-aire de curt abast
- Python 5 : Míssil aire-aire de curt abast

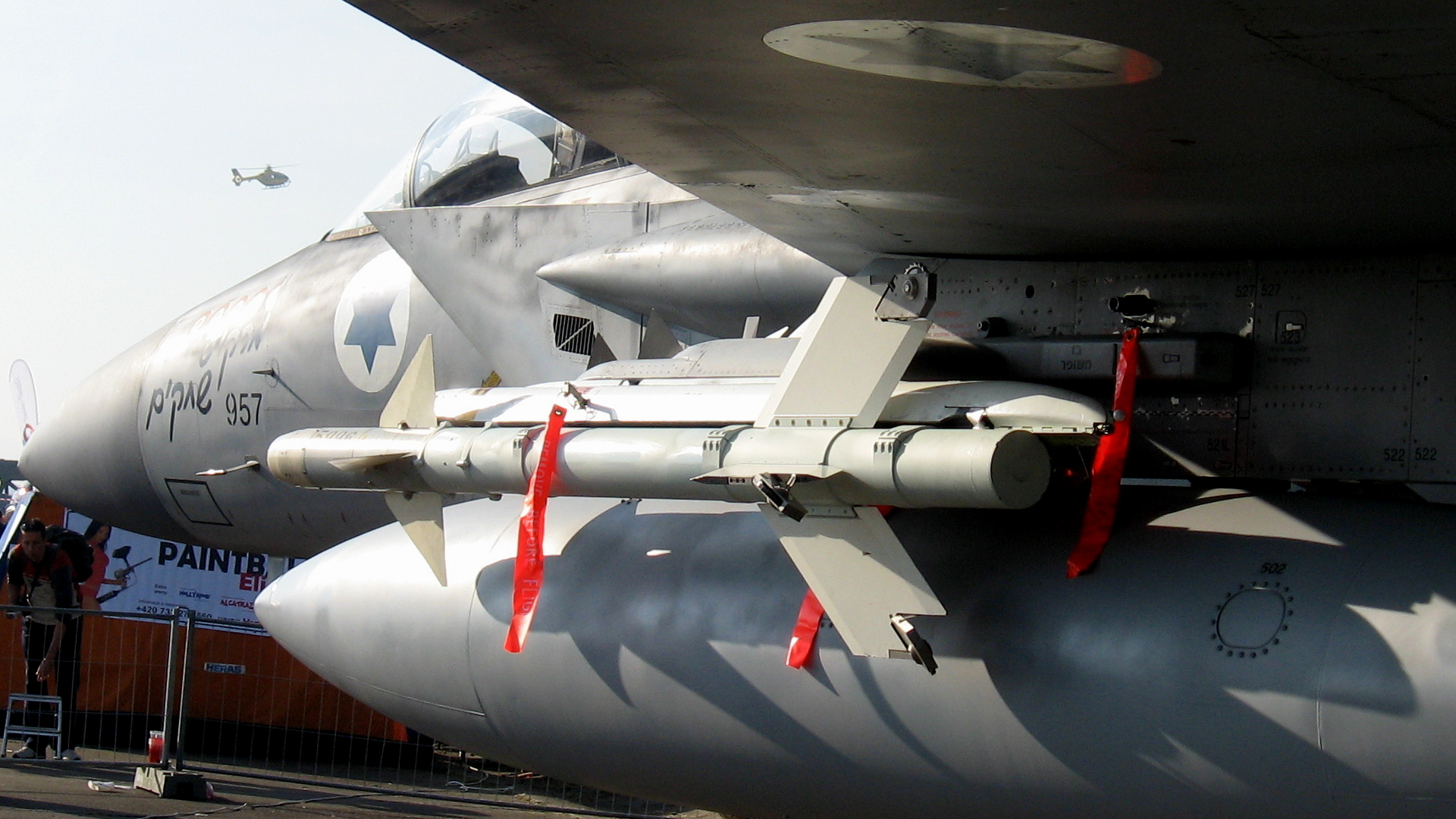
Python 3

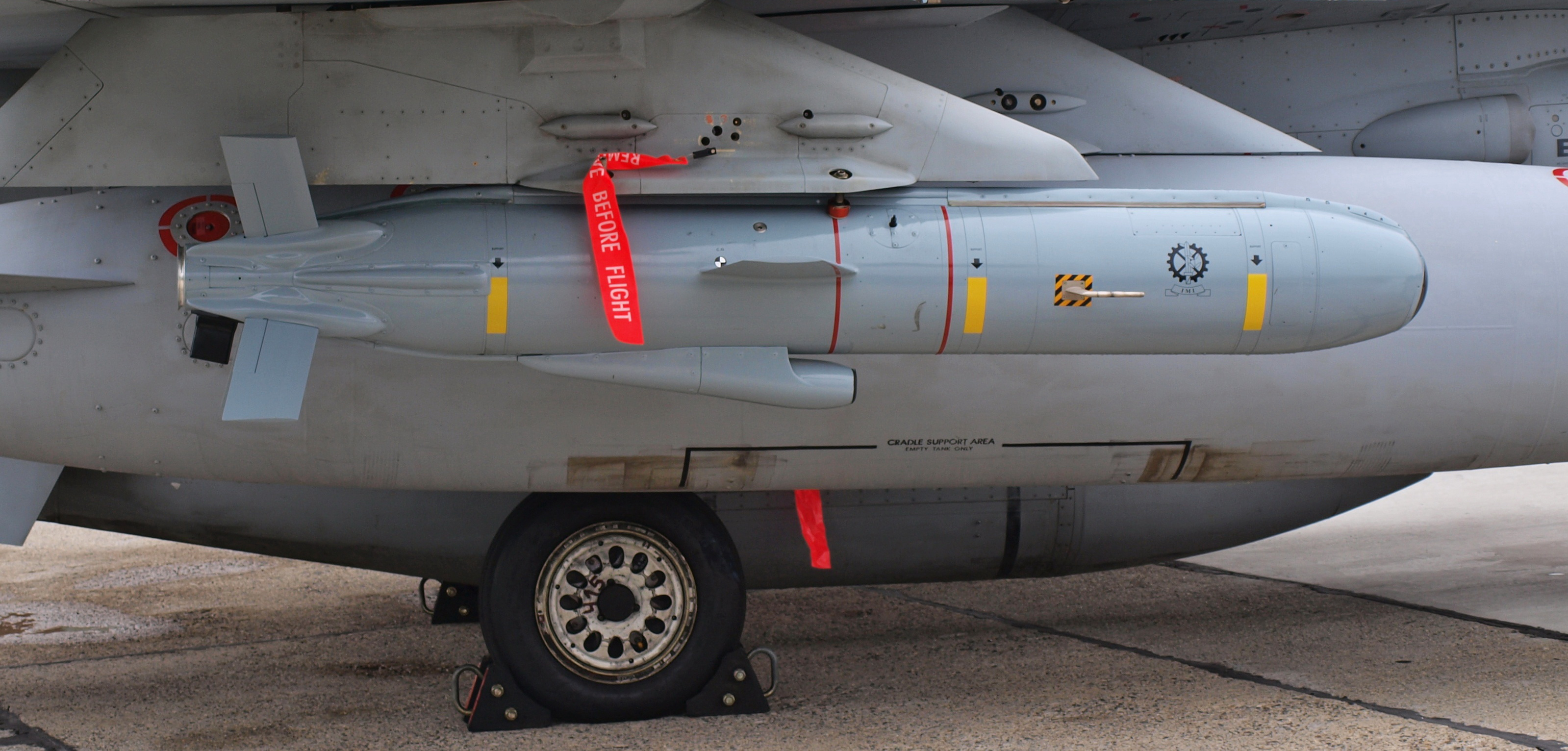
Míssil Delilah

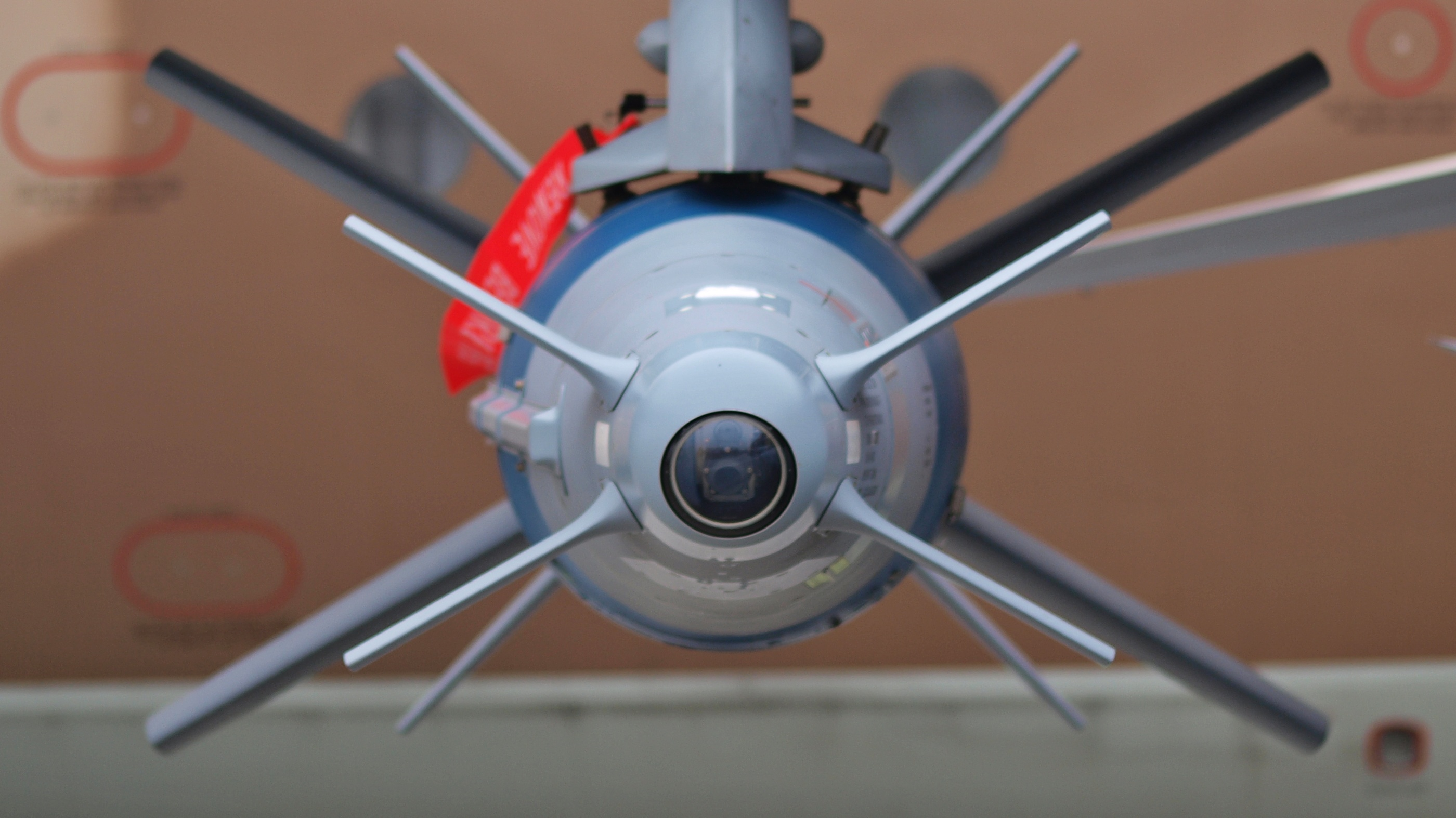
Bomba Spice

### Míssils aire-terra
- AGM-65 Maverick : Míssil aire-terra
- AGM-142 Have Nap : Míssil aire-terra

### Míssil anti-tanc
- AGM-114 Hellfire : Míssil anti-tanc
- Míssil LAHAT : Míssil anti- tanc
- Míssil Nimrod : Míssil anti-tanc

### Míssils anti-radar
- AGM-88 Harm : Míssil anti-radar

### Míssils anti-vaixell
- AGM-84 Harpoon : Míssil anti-vaixell
- Míssil Gabriel : Míssil anti-vaixell

### Bombes guiades
- GBU-27 Paveway III
- GBU-28
- GBU-31 JDAM
- GBU-39
- BLU-109
- Rafael Spice

### Míssils terra-aire

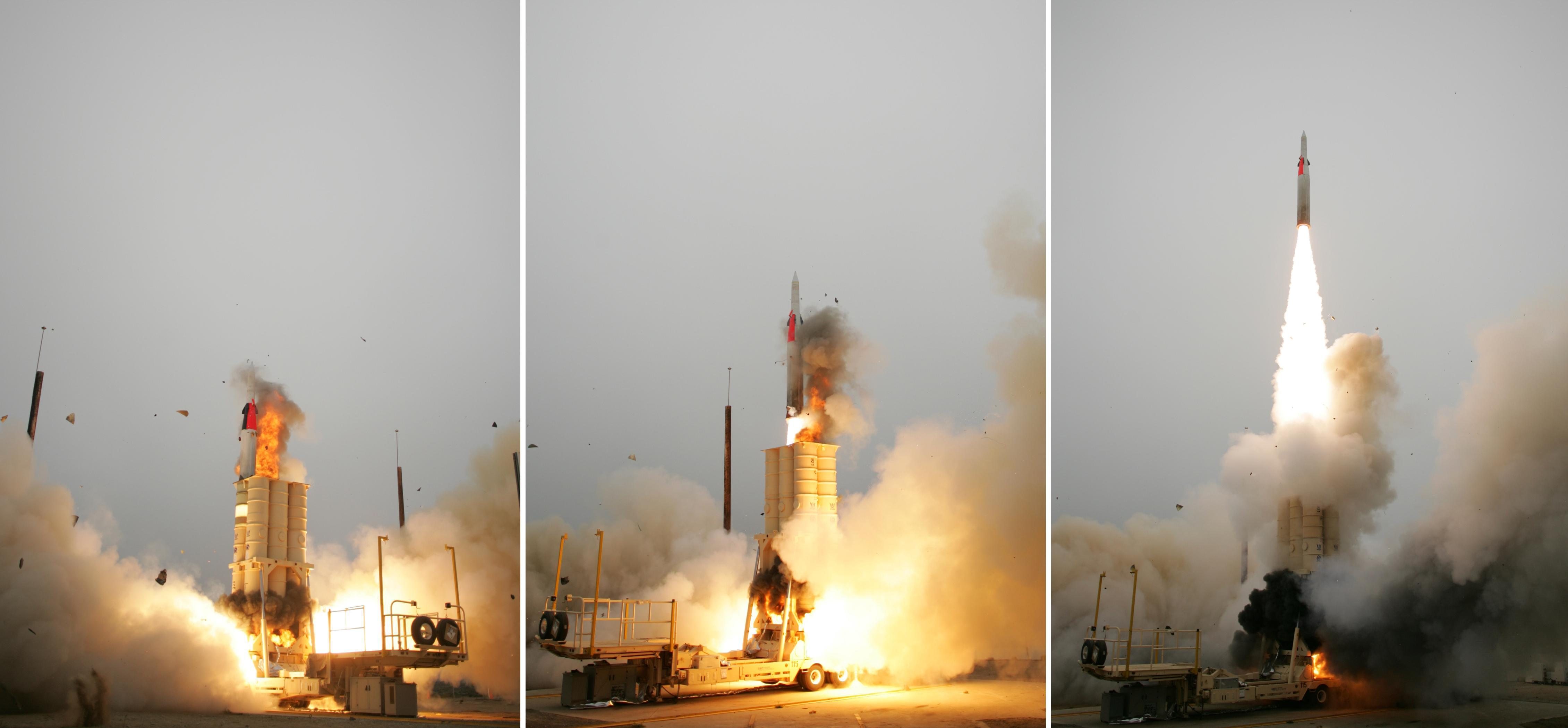
Llançament de míssil Arrow

- Míssil Arrow: Míssil anti-balístic
- David's Sling : Míssil anti-míssil
- MIM-23 Hawk : Míssil terra-aire d'abast mitjà
- MIM-104 Patriot : Míssil terra-aire
- Cúpula de Ferro : Sistema de defensa anti-míssil

### Míssils de creuer
- Delilah: Míssil de creuer de curt abast (250km)

### Míssils balístics
- Lora: Míssil balístic de curt abast (300km)
- Jericho I: Míssil balístic de curt abast (500km)
- Jericho II: Míssil balístic d'abast mitjà (2,800km)
- Jericho III: ICBM (11,000km)

### Sistemes espacials
- Amos (1, 2, 3) – Satèl·lits de comunicacions
- EROS (A, B) – Satèl·lits d'observació de la Terra
- Ofeq (3, 5, 7, 9) – Sátelites de reconeixement
- TecSAR – Satèl·lit de reconeixement
- Shavit – Vehicle de llançament espacial